# Asier Guenetxea
Asier Guenetxea Sasiain é um ex ciclista profissional espanhol. Nasceu em Arechavaleta (Guipúscoa) a 15 de maio de 1970. Como amador ganhou a Clássica de Almeria em 1991 entre outras vitórias. Foi profissional desde 1992 até 1996. Estreiou na equipa Artiach e em 1995 alinhou pela equipa Euskadi, que posteriormente passou a se chamar Euskaltel-Euskadi.

## Palmarés
| - 1990 (como amador) - 2 etapas do Tour de Poitou-Charentes - 1991 (como amador) - Clássica de Almeria - 1992 - 2 etapas da Volta a Portugal - 1 etapa da Volta a Castela e Leão - 1993 - Clássica de Sabiñánigo - 1 etapa da Volta a Castela e Leão - 2 etapas da Volta a Portugal do Futuro | - 1994 - Troféu Alcudia do Challenge de Mallorca - 1 etapa do Troféu Joaquim Agostinho - 1995 - 2 etapas da Volta ao Algarve - 1996 - 1 etapa da Volta ao Alentejo |

## Resultados em Grandes Voltas e Campeonatos do Mundo
Durante a sua carreira desportiva tem conseguido os seguintes postos nas Grandes Voltas e no Campeonatos do Mundo em estrada:
| Corrida            | 1992 | 1993 | 1994 | 1995 | 1996 |
| ------------------ | ---- | ---- | ---- | ---- | ---- |
| Giro d'Italia      | -    | -    | -    | -    | -    |
| Tour de France     | -    | -    | -    | -    | -    |
| Volta a Espanha    | -    | -    | -    | Ab.  | 95.º |
| Mundial em Estrada | -    | -    | -    | -    | -    |

-: Não participa

Ab.: Abandono

## Equipas
- - Artiach (1992-1994)
  - Euskadi (1995-1996)